# Gasthaus Sonne (Niedermühle)

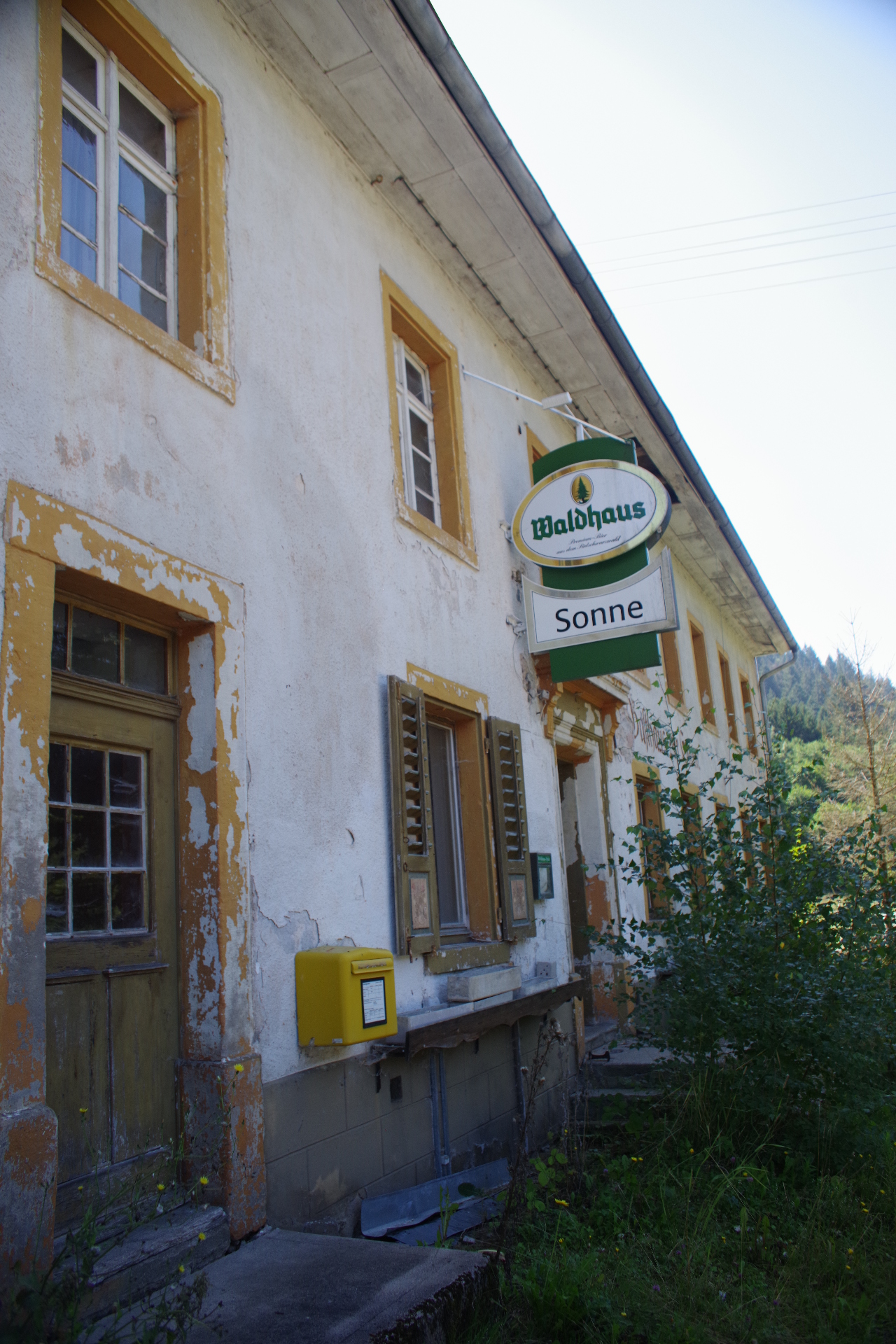
Gasthaus Sonne (2019)

Das Gasthaus Sonne in Niedermühle im Landkreis Waldshut in Baden-Württemberg war eine Poststation, eine Ökonomie und ein Gasthaus.

## Geschichte

### Lage und Bauwerk
Das Wirtshaus Sonne, wie es in alten Karten auch bezeichnet wird, liegt im Albtal unterhalb von Dachsberg im Ortsteil Niedermühle, der im Habsburger Urbar und 1383 als Nidren Mŭli erstmals genannt wird. Das Gasthaus Sonne wurde wohl um 1850 im Zuge des Ausbaus der Albtalstraße  (1854 bis 1859) erbaut. Ob bereits ein Vorgängerbau bestand, ist nicht überliefert, hier führte einst der alte Weg vom Kloster St. Blasien (Kohlweg, 1793) nach Etzwihl über das Gasthaus Stieg (1392 ein Hof des Klosters) nach Unteralpfen. Aus den dortigen Sandsteinbrüchen folgten die Werksteinlieferungen für den Neubau des Klosters St. Blasien über den Steinweg (ab 1728) der bei Niedermühle mit einer Holzbahn endete. Um 1900 erfolgten wohl einige Um- bzw. Anbauten. Das Gebäude ist ein zweigeschossiger Bruchsteinbau im Stil eines Schwarzwälder Eindachhauses mit einem Gewölbekeller und rückseitiger Hocheinfahrt. Die Gästezimmer waren mit Stuckleisten und Wandtäfelungen ausgestattet. In den 1960er Jahren erfolgten kleinere Modernisierungen. Das gesamte Bauwerk ist noch ursprünglich erhalten, die großen Stallung dienten dem Unterstellen bzw. Wechseln der Pferde, Postkutschen und Fuhrwerken. Das Gasthaus war zuletzt von 1939 bis 1991 ein Familienbetrieb.

## Neuzeit
Seither wurde nur noch die Stallungen benutzt. Vorhaben zu einem Hotelumbau bestanden wohl wurden aber nicht umgesetzt. Seit 2022/23 wird das Haus  wieder instand gesetzt.